# Виїмчастокрилі молі
Виїмчастокрилі молі (Gelechiidae) — родина лускокрилих комах. Включає понад 4500 видів у 900 родах. Зазвичай це дуже маленькі метелики з вузькими крилами з бахромою. Личинки більшості видів харчуються різними частинами рослин, іноді викликаючи галли.

## Опис
Метелики досягають розмаху крил від восьми до 20 міліметрів і мають видовжене і вузьке тіло. Передні крила вузькі, 2,5-5,5 разів довші ніж широкі. Зазвичай вони металевого кольору або мають металеві візерунки. Однак деякі види не мають такого забарвлення. Задні крила здебільшого вузькі й забезпечені довгою бахромою. Ниткоподібні вусики досягають приблизно 80 відсотків довжини переднього крила. Більшість видів мають плямисті прості очі (ocelli) на додаток до складних очей. Верхньощелепні щупи добре або слабко розвинені, залежно від виду. Лускатий біля основи хоботок розвинений повністю.
Передні крила мають від десяти до дванадцяти крилових жилок (зазвичай дванадцять) з анальною жилкою (1b). Задні крила мають дев'ять-десять жилок (зазвичай десять) з однією-трьома анальними жилками (1b або 1a і 1b або 1a, 1b і 1c).

## Спосіб життя
Залежно від виду, гусениці ведуть дуже різний спосіб життя. Більшість живиться листям, які вони скручують, квітами, молодими пагонами, насінням і плодами. Деякі з них є листовертами, а деякі види живуть під землею. Існують також ті, які викликають гали на листках і гілках. Раціон охоплює понад 80 родин рослин, а також мохи та папороті.

## Економічне значення
Багато видів є шкідниками сільського господарства. Проте деякі види використовуються у біологічній боротьбі з інвазійними рослинами. Наприклад, Metzneria paucipunctella використовується для боротьби з волошкою плямистою (Centaurea maculosa) у Північній Америці.

## Класифікація
- Підродина Anacampsinae(інші мови) Bruand, 1850
- Підродина Anomologinae(інші мови) Meyrick, 1926
- Підродина Apatetrinae(інші мови) Meyrick, 1947
- Підродина Dichomeridinae(інші мови) Hampson, 1918
- Підродина Gelechiinae(інші мови) Stainton, 1854
- Підродина Physoptilinae(інші мови) Meyrick, 1914
- Підродина Thiotrichinae(інші мови) Karsholt, Mutanen, Lee & Kaila, 2013
- Роди incertae sedis
  - Aerotypia(інші мови) Walsingham, 1911.
  - Antithyra(інші мови) Meyrick, 1906.
  - Coniogyra(інші мови) Meyrick, 1921.
  - Dicranucha(інші мови) Janse, 1954
  - Metopios(інші мови) Lucas, 1945
  - Paraschema(інші мови) Povolný, 1990
  - Pseudosymmoca(інші мови) Rebel, 1903
  - Sphagiocrates(інші мови) Meyrick, 1925
  - Stenoalata(інші мови) Omelko in Omelko & Omelko, 1998
  - Syrmadaula(інші мови) Meyrick, 1918